# Giovanni Battista Visconti
Giovanni Battista Antonio Visconti, auch Giambattista, (* 26. Dezember 1722 in Vernazza; † 2. September 1784) war ein italienischer Archäologe.
Ab 1768 war Giovanni Battista Visconti als Nachfolger von Johann Joachim Winckelmann päpstlicher Präfekt der Altertümer (Commissario delle Antichità). Er organisierte das Museo Pio-Clementino neu und gab den ersten Band eines von ihm erstellten Kataloges der Altertümer des Museums heraus. In späteren Jahren unterstützte ihn dabei sein Sohn Ennio Quirino Visconti, der die Arbeit seines Vaters nach dessen Tod fortsetzte. Auch seine Söhne Filippo Aurelio (1754–1831) und Alessandro Visconti (1757–1853) waren auf dem Gebiet der Archäologie tätig, sein Sohn Filippo Aurelio wurde sein Nachfolger als Commissario delle Antichità.

## Veröffentlichungen
- Il Museo Pio-Clementino descritto da Giambattista Visconti e Ennio Quirino Visconti. 7 Bände, Rom 1782–1808 (Digitalisat).
- Dissertazioni epistolari di G. B. Visconti e Filippo Waquier De La Barthe sopra la statua del discobolo scoperta nella villa Palombara con le illustrazioni della medesima pubblicate da Carlo Fea e Giuseppe Ant. Guattani e coll'aggiunta delle illustrazioni di altri due discoboli dissotterati nella via Appia e nella villa Adriana. Rom 1806 (Digitalisat).